# Torpedo Wladimir
Der FK Torpedo Wladimir (russisch Футбольный клуб «Торпедо» Владимир) ist ein Fußballverein aus der russischen Stadt Wladimir, der aktuell in der vierthöchsten russischen Spielklasse antritt. Die Vereinsfarben sind Schwarz-Weiß.

## Vereinsgeschichte
- 1959: Trud Wladimir
- 1960: Traktor Wladimir
- 1969: Motor Wladimir
- 1973: Torpedo Wladimir

Der Verein wurde im Jahre 1959 als Trud Wladimir gegründet. Bis zum Zerfall der Sowjetunion spielte das Team stets in der dritthöchsten Spielklasse der UdSSR. 1992 wurde die Mannschaft in die zweithöchste russische Liga aufgenommen, wo sie drei Saisons verbrachte. 1994 belegte Torpedo den 19. Tabellenplatz und musste in die 2. Division absteigen. Auch die Saison 1995 verlief für das Team erfolglos, so dass Torpedo nach einem vorletzten Platz in die 3. Fußball-Liga absteigen musste, wo das Team die nächsten zwei Spielzeiten verbrachte. Von 1998 bis 1999 nahm Torpedo erneut an der Austragung der 2. Division teil. Erst 2010 mit dem Gewinn der Zonenmeisterschaft in der 2. Division konnte der Wiederaufstieg gefeiert werden. Vor der Saison 2012/13 zog sich Torpedo Wladimir aufgrund finanzieller Schwierigkeiten aus der 1. Division zurück.

## Bekannte ehemalige Spieler
- Wiktor Lossew